# Jack Weston
Jack Weston, pseudonimo di Jack Weinstein (Cleveland, 21 agosto 1924 – New York, 3 maggio 1996), è stato un attore statunitense.

## Biografia

### Carriera nel cinema
Weston interpretò solitamente ruoli comici in film come Non mangiate le margherite (1960) e Fiore di cactus (1969), ma si cimentò anche in ruoli più impegnativi, come il truffatore intrigante e stalker che, insieme ad Alan Arkin e Richard Crenna, tenta di terrorizzare e rapinare una donna cieca (Audrey Hepburn), nel film Gli occhi della notte (1967). Altri suoi ruoli di carattere furono quelli in Cincinnati Kid (1965) e Il caso Thomas Crown (1968). 
Nel 1981 Weston recitò a Broadway nella commedia di Woody Allen The Floating Light Bulb, per la quale fu candidato al Tony Award come miglior attore. Tra le altre sue apparizioni sul palcoscenico, The Bells Are Ringing (con Judy Holliday), The Ritz, One Night Stand, e California Suite di Neil Simon.

### Apparizioni televisive
Nella stagione 1960-1961 Weston apparve in televisione, nel ruolo del giornalista Chick Adams, nella sitcom della CBS My Sister Eileen, interpretato da Shirley Bonne e Elaine Stritch, protagoniste nei ruoli di due sorelle che condividono un appartamento di New York. Nella stagione successiva recitò nella sitcom di The Hathaways, prodotta dalla Screen Gems, in cui lui e Peggy Cass adottano un terzetto di scimpanzé (il "Marquis Chimps"). 
Weston recitò inoltre in serie televisive come Perry Mason, Ai confini della realtà (2 episodi), Johnny Staccato, Thriller, Gunsmoke, Harrigan and Son, Breaking Point, Il fuggiasco, Vita da strega, Organizzazione U.N.C.L.E., The Carol Burnett Show, Arcibaldo.

### Vita privata
Weston si sposò due volte, la prima con l'attrice Marge Redmond, con la quale recitò occasionalmente, come nell'episodio The Bard della serie Ai confini della realtà (1963), che comprendeva nel cast anche il giovane Burt Reynolds. Dopo il divorzio dalla Redmond, Weston si risposò con Laurie Gilkes ed il matrimonio durò fino alla sua morte, dovuta a un linfoma, all'età di 71 anni.

## Filmografia parziale

### Cinema
- Non mangiate le margherite (Please Don't Eat the Daisies), regia di Charles Walters (1960)
- Per favore non toccate le palline (The Honeymoon Machine), regia di Richard Thorpe (1961)
- L'ammiraglio è uno strano pesce (The Incredible Mr. Limpet), regia di Arthur Lubin (1964)
- Cincinnati Kid (The Cincinnati Kid), regia di Norman Jewison (1965)
- Gli occhi della notte (Wait Until Dark), regia di Terence Young (1967)
- Il caso Thomas Crown (The Thomas Crown Affair), regia di Norman Jewison (1968)
- Sento che mi sta succedendo qualcosa (The April Fools), regia di Stuart Rosenberg (1969)
- Fiore di cactus (Cactus Flower), regia di Gene Saks (1969)
- È ricca, la sposo e l'ammazzo (A New Leaf), regia di Elaine May (1971)
- ...e tutto in biglietti di piccolo taglio (Fuzz), regia di Richard A. Colla (1973)
- Gator, regia di Burt Reynolds (1976)
- Il vizietto americano (The Ritz), regia di Richard Lester) (1976)
- Cuba, regia di Richard Lester (1979)
- The Four Seasons, regia di Alan Alda (1981)
- Avventurieri ai confini del mondo (High Road to China), regia di Brian G. Hutton (1983)
- Rad, regia di Hal Needham (1986)
- Una scommessa impossibile (The Longshot), regia di Paul Bartel (1986)
- Ishtar, regia di Elaine May (1987)
- Dirty Dancing - Balli proibiti (Dirty Dancing), regia di Emile Ardolino (1987)
- Corto circuito 2 (Short Circuit 2), regia di Kenneth Johnson (1988)

### Televisione
- Perry Mason – serie TV, episodio 1x28 (1958)
- Rescue 8 – serie TV, episodio 1x05 (1958)
- Gunsmoke – serie TV, episodio 3x22 (1958)
- Peter Gunn – serie TV, episodio 1x01 (1958)
- Westinghouse Desilu Playhouse – serie TV, episodi 1x02-2x15-2x16 (1958-1960)
- Gli uomini della prateria (Rawhide) – serie TV, episodio 2x06 (1959)
- Johnny Staccato – serie TV, episodio 1x14 (1959)
- Philip Marlowe – serie TV, episodio 1x23 (1960)
- I detectives (The Detectives) – serie TV, episodio 1x31 (1960)
- Alfred Hitchcock presenta (Alfred Hitchcock Presents) – serie TV episodio 5x28 (1960)
- Have Gun - Will Travel – serie TV, 2 episodi (1960)
- Thriller – serie TV, episodi 1x15-2x23 (1960-1962)
- Ai confini della realtà (The Twilight Zone) – serie TV, episodi 1x22-4x18 (1960-1963)
- General Electric Theater – serie TV, episodio 9x25 (1961)
- Sotto accusa (Arrest and Trial) – serie TV, episodio 1x30 (1964)
- La legge di Burke (Burke's Law) – serie TV, episodi 1x24-2x23 (1964-1965)
- Ben Casey – serie TV, episodio 5x24 (1966)
- Arcibaldo (All in the Family) – serie TV, episodio 2x22 (1972)
- I magnifici sei (The Four Seasons) – serie TV, 13 episodi (1984)
- Terrore in sala (Terror in the Aisles), regia di Andrew J. Kuehn – film TV (1984)

## Doppiatori italiani
Nelle versioni in italiano delle opere in cui ha recitato, Jack Weston è stato doppiato da:
- Carlo Romano in Non mangiate le margherite, Per favore non toccate le palline, Cincinnati Kid
- Roberto Villa in Gli occhi della notte
- Francesco Mulè ne Il caso Thomas Crown
- Mario Maranzana in Fiore di cactus
- Ferruccio Amendola in È ricca, la sposo e l'ammazzo
- Giorgio Gusso in Cuba
- Gino Pagnani in Avventurieri ai confini del mondo
- Pino Locchi in Ishtar
- Giorgio Lopez in Corto circuito 2
- Paolo Lombardi in Dirty dancing - Balli proibiti